# Echium handiense
Echium handiense là loài thực vật có hoa trong họ Mồ hôi. Loài này được Svent. mô tả khoa học đầu tiên năm 1960.